# Wellie

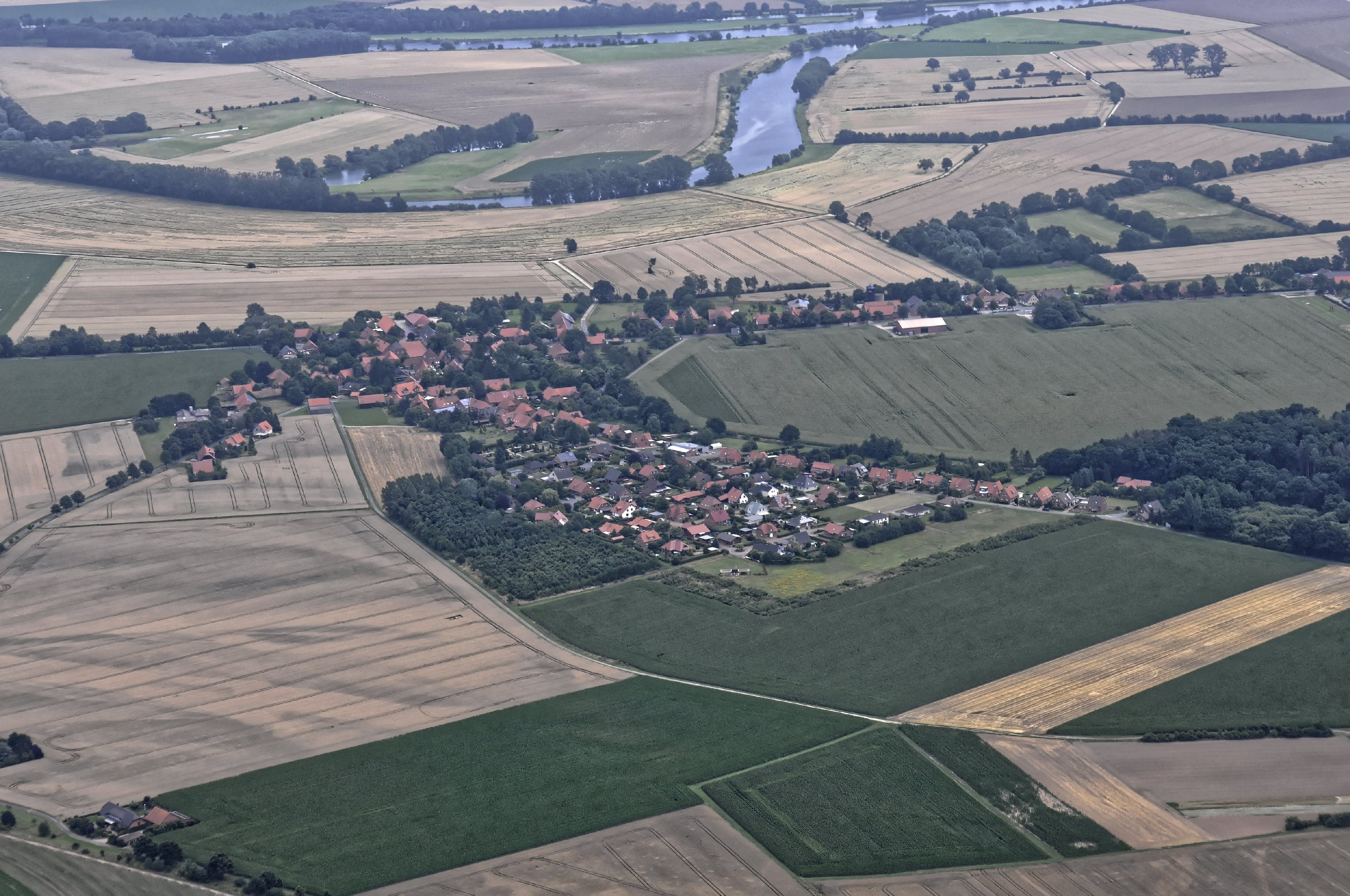
Wellie, Luftaufnahme 2015

Wellie ist einer der sieben Ortsteile des Fleckens Steyerberg im Landkreis Nienburg/Weser, Niedersachsen.

## Geografie
Das Dorf liegt im Tal der Weser, etwa 60 km südlich von Bremen und 50 km nordwestlich von Hannover. Einen Kilometer östlich des Ortes befindet sich das Naturschutzgebiet Wellier Schleife und einen Kilometer nordwestlich fließt die Große Aue.

## Geschichte
Auf eine Besiedlung der Gegend bereits während der Steinzeit weisen verschiedene Funde hin. Auf einem Feld in Ortsnähe liegen im Erdboden die Reste des etwa fünf Hektar großen Erdwerks von Wellie aus dem 4. Jahrtausend v. Chr., das 2018 entdeckt wurde. Im Bereich der Kieskuhle hinter der ehemaligen Ziegelei Wittenberg fanden sich Urnen aus der Zeit von 4100 bis 2000 v. Chr. In den 1940er und 1950er Jahren wurden Siedlungsspuren im Bereich der Ziegeleien und der Marsch gefunden, die bis in die Eisenzeit (450–30/15 v. Chr.) zurückreichen. 
1208 wurde Wellie erstmals urkundlich erwähnt, als der Mindener Bischof dem Kloster Nendorf und später auch dem Kloster Schinna den Zehnten über verschiedene Höfe in Wellie überließ. Der Bereich der Mittelweser war zu jener Zeit zwischen den Mindener Bischof und dem aufkommenden Geschlecht der Grafen von Hoya umstritten. Im Jahre 1335 drangen die Hoyaer Grafen durch die Zerstörung der Mindener Wasserburg Novum Castrum (Neues Haus, zwischen Liebenau und Wellie) über die Aue bis in den Bereich des späteren Stolzenau vor. Danach gehörte Wellie bis zum Aussterben der Hoyaer Grafen im Jahre 1582 zur Grafschaft Hoya. In einer Steuerliste aus dem Jahre 1521 sind zum ersten Mal zwanzig Wellier Höfe aufgeführt. Diese Zahl veränderte sich bis zum Ende des 18. Jahrhunderts kaum. Aus dem Jahr 1613 gibt es sogar im Stolzenauer Lagerbuch eine genaue Beschreibung der Höfe. Während des Dreißigjährigen Krieges wurde Wellie von kaiserlichen Truppen während der Belagerung von Nienburg gebrandschatzt, drei Höfe die bis dahin auf dem Vorbömen zwischen Wellie und Steyerberg lagen, wurden niedergebrannt und siedelten sich dann im Wellier Ortskern an.
Zur damaligen Zeit gehörte Wellie zum Amt Stolzenau, ab 1885 zum Kreis Stolzenau, jedoch kirchlich immer zu Liebenau.
Nachdem die Welfen 1582 die Grafschaft Hoya übernommen hatten, gehörte Wellie von 1810 bis 1814 durch die napoleonischen Kriege sogar zum Kaiserreich Frankreich. Nach der Befreiung im Jahre 1815 kam es im aufgewerteten Königreich Hannover (vorher Kurfürstentum) langsam zur Bauernbefreiung. Die Hofbesitzer konnten sich von der Lehnsherrschaft freikaufen. Auch wuchs die Größe des Dorfes. Hatte Wellie im Jahre 1810 258 Einwohner und bestand aus 23 Höfen, waren es Ende des Jahrhunderts 359 Einwohner und 60 Höfe und Häuser. Viele sogenannte Häuslinge, die mit ihren Familien vorher auf den Höfen der Bauern mitlebten, hatten sich mit kleinen Anbauernstellen eine eigene, wenn auch karge Existenz aufgebaut.
Ab den 1860er Jahren begann der Bauer Sander mit dem Betrieb einer Ziegelei auf dem Steinacker. Sie wurde von einem lippischen Ziegelmeister mit seinen Arbeitern in den Sommermonaten betrieben. 1896 wechselte diese Ziegelei dann in den Besitz von August Albert über. Bis zum heutigen Tage werden Ziegelsteine auf der Ziegelei Albert, die heute zur AKA-Ziegelgruppe gehört, gefertigt. 1903 eröffnete der Bauer Spellerberg ebenfalls eine Ziegelei auf dem Steinacker, die 1928 in den Besitz von August Graue, Kreuzkamp, wechselte und ab 1949 vom Ehepaar Ilse und Hermann Wittenberg betrieben wurde. Ende der 1990er Jahre erwarb die AKA Ziegelgruppe auch die Ziegelei Wittenberg, die diesen Produktionsstandort aber im 2004 schloss. In der Zwischenzeit haben sich aber drei neue Unternehmen auf dem Gelände angesiedelt.
Hatte vor dem Dreißigjährigen Krieg der Brinksitzer Meyer und später der Kötner Wehrenberg das Krugrecht in Wellie, kam es im Jahre 1865 in den Besitz der Familie Freese, die den Freesenhof bis heute in der sechsten Generation betreibt. Daneben gab es von 1875 bis vor kurzem das Gasthaus Hormann. Als Einzelhandelsgeschäfte stand am Ende des 19. Jahrhunderts Leymann und Imkenberg zur Verfügung, bevor sie um 1960 von den Geschäften Röher und Thielker abgelöst wurden. Seit 1989 gibt es keine Einkaufsmöglichkeit mehr in Wellie.
Im Jahr 1916 erreichte die Elektrifizierung Wellie, das als eines der ersten Dörfer in der Gegend elektrisches Licht bekam. Im Ersten Weltkrieg fielen zwanzig Wellier und im Zweiten Weltkrieg achtzehn. In der Nachkriegszeit stieg die Einwohnerzahl durch Flüchtlinge und Heimatvertriebene dramatisch an und erreichte im Jahr 1950 ihren Höchststand mit 693 Einwohnern.
Am 1. März 1974 wurde Wellie in den Flecken Steyerberg eingemeindet.

## Politik
Die zuständige Gemeindeverwaltung für Wellie ist die des Fleckens Steyerberg.

### Ortsrat
Die Interessen des Dorfes vertritt ein fünfköpfiger Ortsrat. Die Ratsmitglieder werden durch eine Kommunalwahl für jeweils fünf Jahre gewählt.
Bei der Kommunalwahl 2021 ergab sich folgende Sitzverteilung:
- Wellier Liste: 5 Sitze

### Ortsbürgermeister
Ralf Bemmann (WL)

## Kultur und Sehenswürdigkeiten
- Der Wellier Kolk ist ein im Jahr 1969 teilweise unter Naturschutz gestelltes, etwa 400 Hektar großes Naherholungsgebiet mit Bade- und Angelmöglichkeit.[3]

Seit mindestens 1575 wird im Wellie am ersten Sonntag nach Michaelis (29. September) die Kirmes gefeiert. Waren früher der Sonntag und der Montag die Kirmestage, ist es seit den 1990er Jahren der Sonnabend und Sonntag. Neben der Hausandacht auf einem der ersten 20 Höfe stehen beim Freesenhof (früher abwechselnd mit Gasthaus Hormann) Fahrgeschäfte sowie Schieß- und Süßigkeitsbuden. Lange Tradition ist auch das Schlagballspiel der Wellier Jugend am Karfreitag.
Als Vereine gibt es eine Kameradschaft der Niedersächsische Kameradschaftvereinigung (ehemalige Kyffhäuser), den Turnverein Wellie, die Freiwillige Feuerwehr und außerdem einen DRK-Ortsverein, die Landjugend und den Bogenschützenverein ARGUS. Nach der 800-Jahr-Feier Wellies im Jahre 2008 wurde der Verein Dorfgemeinschaft Wellie gegründet.

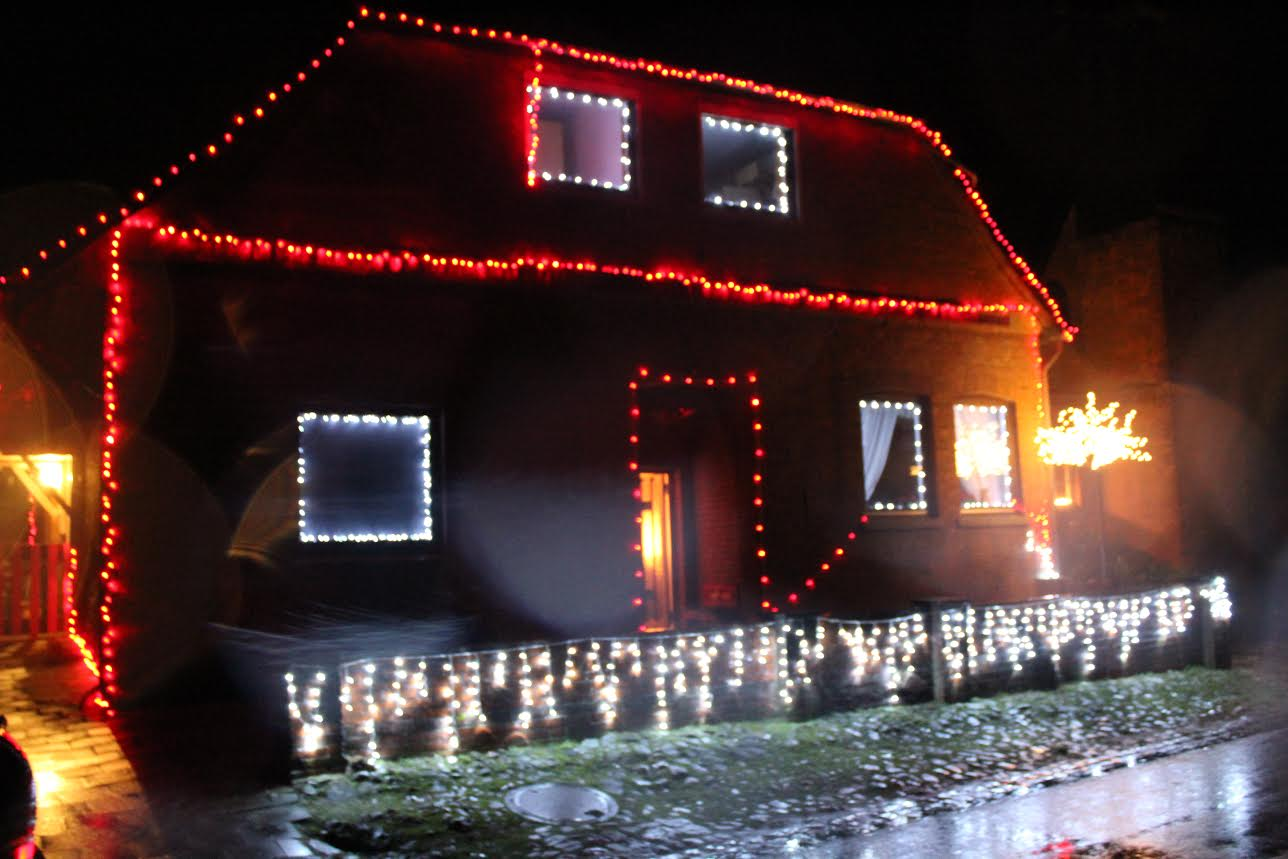
Die ehemalige Schule von Wellie
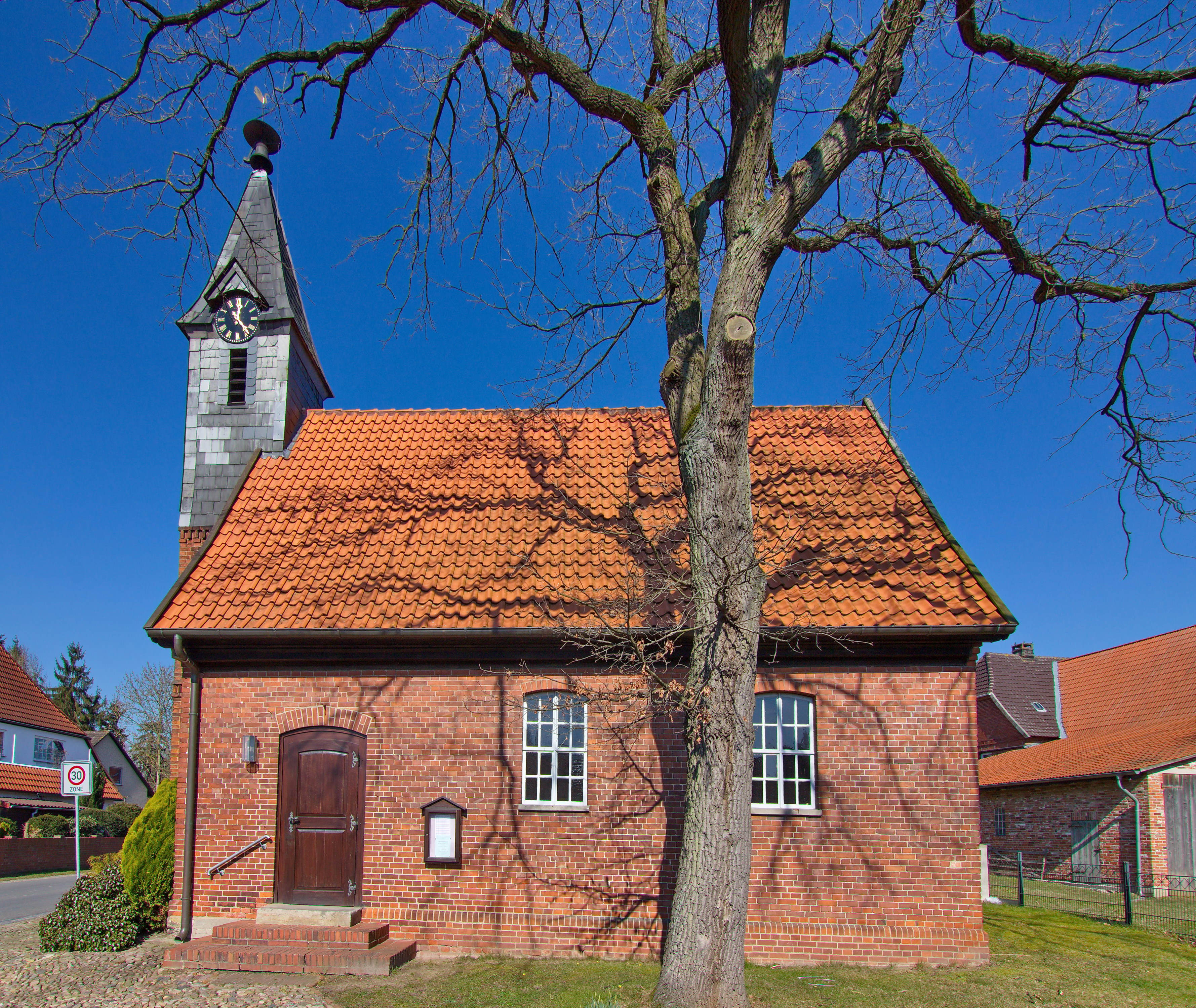
Kapelle von 1575
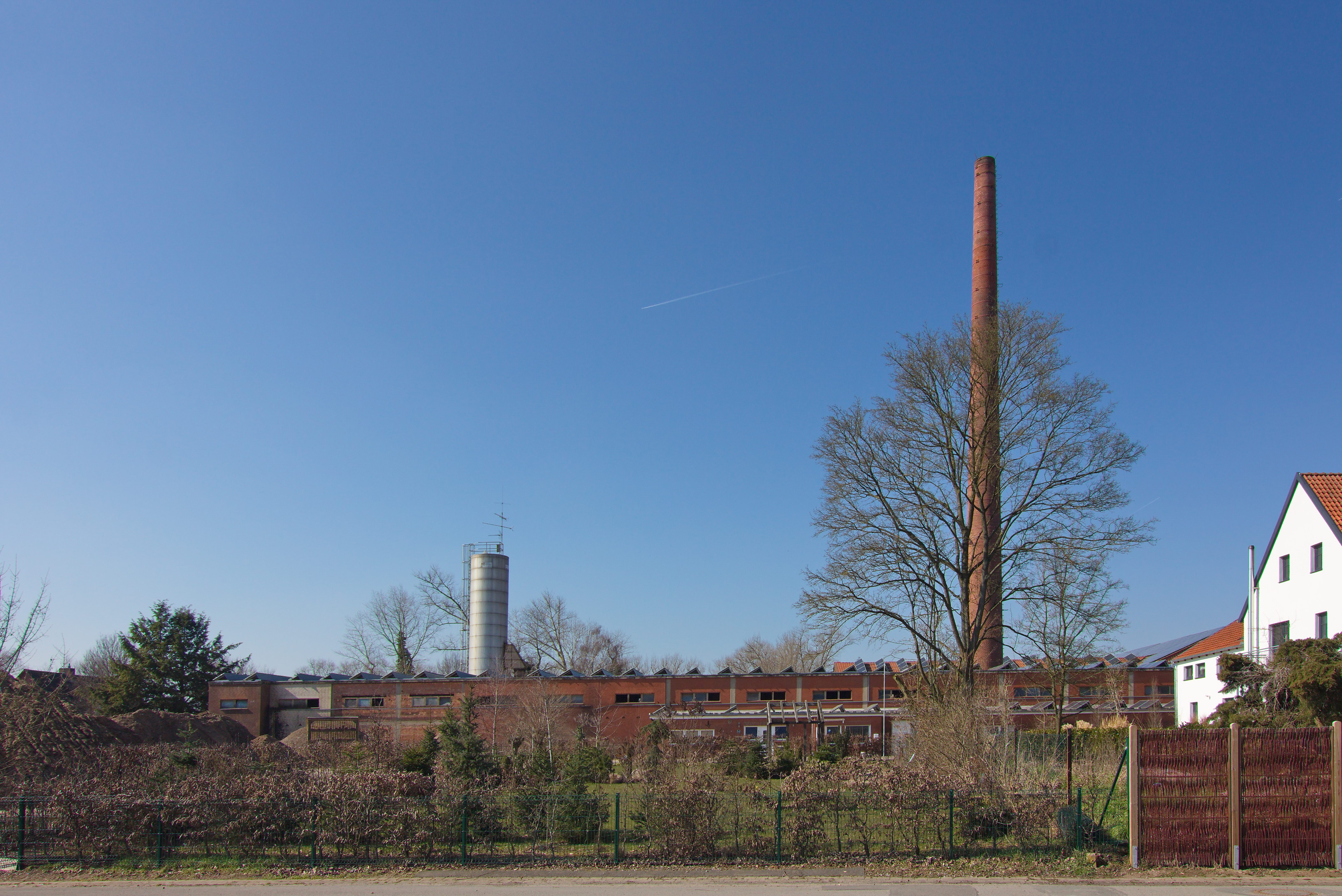
Ziegeleien

## Bildung, Wirtschaft und Infrastruktur
Von 1750 ab an wurden die Wellier Schüler in der eigenen Schule, bis 1938 neben der Kapelle und dann in dem Neubau gegenüber dem Gasthaus Freese unterrichtet. 12 Schulmeister unterrichteten die Wellier Kinder bis Ende der 1960er Jahre. Seitdem besuchen sie die Waldschule Steyerberg bzw. die weiterführenden Schulen in Stolzenau.
Wellie ist über eine Buslinie der Verkehrsgemeinschaft Nienburg mit Steyerberg und der Kreisstadt Nienburg werktags im Stundentakt verbunden, des Weiteren mit einer Buslinie mit Stolzenau.
Wellie lag an der Bahnstrecke Nienburg–Rahden. Diese ist in diesem Abschnitt stillgelegt.